# وادی السدر
وادی السدر (انگلیسی: Wadi Sidr) یک منطقهٔ مسکونی در امارات متحده عربی است که در رأس‌الخیمه واقع شده‌است.